# Chlorita scopariae
Chlorita scopariae är en insektsart som först beskrevs av Mitjaev 1980.  Chlorita scopariae ingår i släktet Chlorita och familjen dvärgstritar.
Artens utbredningsområde är Kazakstan. Inga underarter finns listade i Catalogue of Life.